# 艾特肯瓦莱 (昆士蘭州)
艾特肯瓦莱（Aitkenvale）是澳大利亚昆士兰州汤斯维尔的郊区。
1.0%的居民在家說官话。